# アニェビ州
アニェビ州（アニェビしゅう、フランス語: Région de l'Agnéby）はかつてコートジボワールに存在した州。州都はアグボヴィル。面積は9,234平方キロメートル。人口は1998年国勢調査では約53万人、2010年推計では約75万人。国土の南東部に位置し、北から時計回りにンジ＝コモエ州、中コモエ州、ラギューヌ州と接していた。
1997年1月15日の行政区画再編によって設置された。2011年9月28日にラギューヌ州と合併し、ラギューヌ地方となった。

## 行政区画
アニェビ州は成立当初アゾペ県、アグボヴィル県の2県から成り立っていたが、2005年にアゾぺ県からアクペ県が分立し、2007年時点で3県・20郡・8コミューンがあった。2008年3月5日にアゾペ県からヤカセ＝アトロブー県が分立し、最終的には4県となった。
- アゾペ県（英語版）
- アグボヴィル県（英語版）
- アクペ県（英語版）
- ヤカセ＝アトロブー県（英語版）

主な都市にアクペがある。